# Chazarská říše
Chazarská říše, resp. Chazarský kaganát, je název zaniklého státního útvaru na pomezí východní Evropy a Asie, který v době svého největšího rozkvětu v 8. a 9. století zahrnoval oblasti od dolního Dněpru a Krymu až ke Kaspickému moři a úpatí severovýchodního Kavkazu. Říše vznikla v letech 661–678 na troskách Starého Velkého Bulharska. Již od roku 618 jí vládla západoturkická královská dynastie z rodu Ašına v čele s Tung-jabguem. Na jihu za Kavkazem sousedili s Byzantskou říší a Abbásovským chalífátem; na jihovýchodě s Chorézmem; na západě, severu a severovýchodě pak s Maďary, Varjagy, Volžskými Bulhary a Pečeněhy.

## Historie
Chazaři byli původně kočovný, později polokočovný turkický národ nejasného původu, který obýval střední Asii. Podle práce s názvem Chudud ul-Alem, mají chazarští kaganové původ v dynastii Ansa (zde existuje tvrzení o pravděpodobnosti původu ze západoturkuckých Ašınovců) a pocházejí ze Střední Asie. Další možností je, že Chazaři byli příbuzní kmenům Siung-nuské říše. Po roce 586 se v byzantských zdrojích Chazaři uvádějí jako „Východní Turci“, naproti tomu Maďaři jsou nazývání „Západní Turci“ (např.: v roce 950 císař Konstantin VII. Porfyrogennetos).

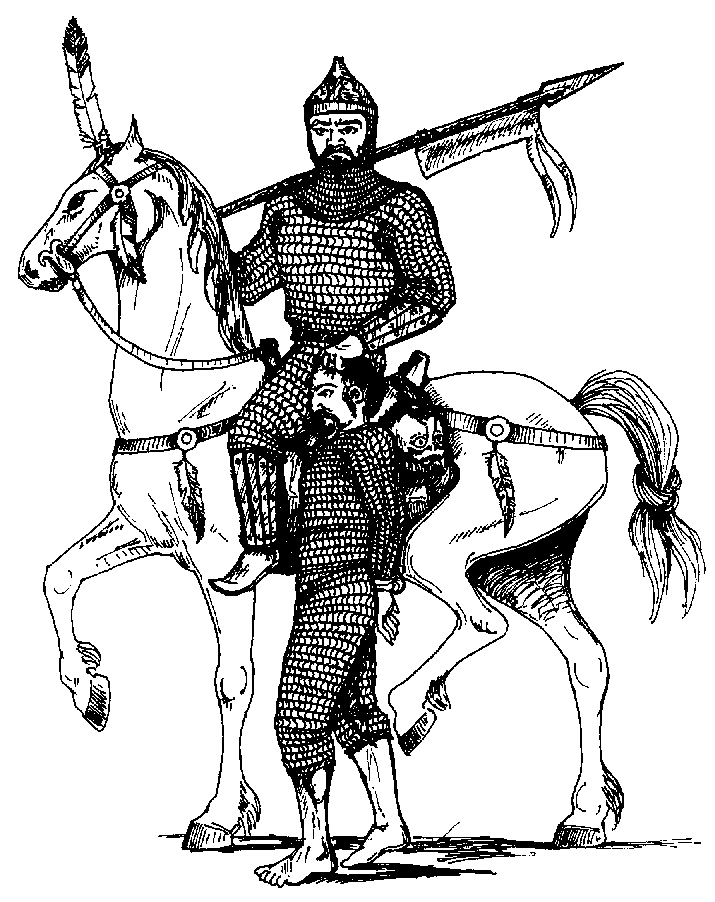
Chazarský jezdec se zajatcem

Tím, jak Chazaři postupně bohatli z kontroly tranzitního obchodu mezi evropským severem a Orientem, stále více přecházeli k usedlému způsobu života. Jejich nejdůležitějším obchodním střediskem a zároveň panovnickou rezidencí se stala nově založená pevnost Itil v deltě Volhy.
Z konfesního a kulturního hlediska bylo obyvatelstvo říše a především vládnoucí kruhy postupně ovlivněny islámem, judaismem i řeckým ortodoxním křesťanstvím, což souviselo s politickými děním v daném teritoriu. Dobré vztahy měli Chazaři tradičně s Byzancí, jejíž vládnoucí kruhy v nich viděly možné spojence proti společným nepřátelům. Již roku 626, kdy ještě kočovali u Kaspického moře, se s nimi snažil navázat kontakt císař Herakleios (610–641), připravující se tehdy na tažení proti Persii. O století později, kdy byla chazarská říše podobně jako Byzanc nebezpečně ohrožena arabskou expanzí, bylo dohodnuto spojenectví, které roku 733 zpečetil sňatek byzantského následníka trůnu Konstantina s chánovou dcerou jménem Čiček. Chazaři vstoupili do války s Araby po boku Byzantinců, neměli však úspěch a dostali se na dlouhou dobu do arabského vlivu. Jeho důsledkem byla mimo jiné vynucená islamisace zajatého chána i chazarské aristokracie.
Za vlády abbásovského chalífy Hárúna ar-Rašída (786–809) zahájili Chazaři nový boj proti arabské nadvládě. Mnozí z nich konvertovali k judaismu, který se pak stal státním náboženstvím. Chazaři byli jediným nehebrejským etnikem, které hromadně přijalo židovské vyznání. Podle profesora Shaula Stampfera z Hebrejské univerzity v Jeruzalémě však názory o konverzi Chazarů k judaismu nejsou založeny na důvěryhodných pramenech, ani archeologické nálezy konverzi Chazarů nepotvrzují a zřejmě k ní tedy nedošlo. Také v 9. století si chazarská říše udržela dobré vztahy s Byzancí. Roku 834 poslal císař Theofilos (829–842) Chazarům odborníky, kteří vybudovali na obranu proti nájezdníkům ze stepí pevnost Sarkel na dolním Donu (stavba byla již v této době provedena z cihel/vepřovic). Jde o jedinou zachovalou památku Chazarské říše. V této oblasti měl chanát problémy především s podmaněnými maďarskými kmeny, které kočovaly v tzv. Lebedii, mezi Kaspickým mořem a Dněprem. Stupňující se nebezpečí představoval ve druhé polovině 9. století pro obě říše mocenský nástup Varjagů ve východní Evropě. Po prvním nájezdu Rusů na Konstantinopol roku 860 se Byzanc pokusila obnovit spojenectví s Chazary a vyslala k nim misi, vedenou Konstantinem Filosofem a Metodějem, kteří byli pověřeni úkoly v rovině politické i náboženské.

### Střetnutí s Kyjevskou Rusí
Sjednocování východních Slovanů varjažskými náčelníky muselo nevyhnutelně vést k jejich konfrontaci s Chazary, kteří si podle některých interpretací již v době stěhování národů zpoplatnili kmeny Poljanů, Severjanů, Radimičů a Vjatičů. Názor o vazalství Slovanů vůči Chazarům je založen na informaci Nestorovy Pověsti dávných let (1113) – daň ve formě mečů je však zřejmě Nestorovou dezinterpretací starého zvyku posílání meče jako vyjádření podřízení a vazalství obdarovaného vůči dárci, na což ukazují jiné méně interpolované kroniky, např. První novgorodský letopis. Vztah Chazarů a Slovanů tak mohl být zcela opačný, resp. by bylo možno jej označit jako „rivalský“.
Územím chazarského chanátu a bulharské říše vedla také důležitá obchodní cesta využívaná Seveřany (Varjagy), nacházející se však pod kontrolou Chazarů a Bulharů. S příchodem Askolda a Dira do Kyjeva došlo k posílení pozic místních Slovanů, zejm. kmene Poljanů, na což Chazaři reagovali v letech 875–900 blokádou obchodu se stříbrem. Kromě toho začala být chazarská říše oslabována nájezdy nomádského svazu Pečeněhů, kteří vpadli do Lebedie a vytlačili odsud dále na západ Maďary, a loupeživými nájezdy Varjagů, takže nebyla s to již dále poskytovat závislému obyvatelstvu ochranu proti nomádským vpádům ze stepí. Tu jim nyní nabízeli Varjagové a odměnou požadovali placení tributu. Dávky, které dosud plynuly do Itilu, se začaly přivážet do Kyjeva. Zpočátku jen tributárně závislé oblasti byly postupně začleňovány do utvářejícího se ruského státu. Kyjevští vládci užívali titulu kagan („král králů“), což je tradiční turkické pojmenování pro vůdce kmene, později panovníka. Tím dávali najevo, že panovnická moc byla přenesena z Chazarů na Rusy a legitimizovali tak svoji vládu.
K přímému střetnutí Chazarů s Rusy došlo za vlády kyjevského knížete Svjatoslava Igoreviče (962–972/973), který se zcela orientoval na expanzi. Brzy po nástupu na trůn dobyl donskou pevnost Sarkel (965) a poté zničil i hlavní chazarské město Itil (969). V dalších taženích pronikl až na Krym a k úpatí Kavkazu. Pod svoji kontrolu tak uvedl důležité obchodní středisko Tmutarakaň na východním pobřeží Azovského moře. Kyjevu zpoplatnil slovanské Vjatiče a dočasně také Volžské Bulhary, kteří dosud zůstávali tributárně závislí na Chazarech. Již delší dobu slábnoucí chazarský chanát tak utrpěl další citelnou újmu, což umožnilo ještě razantnější nástup Pečeněhů v přičernomořských stepích. Po dalším útoku Rusů pod Svjatoslavovým vedením se chazarská říše rozpadla.

## Příbuznost se Židy

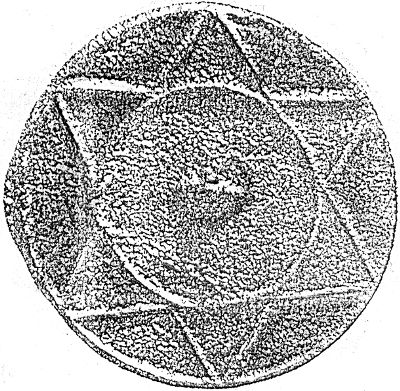
Symbol slunce připomínající Davidovu hvězdu

Ruské prameny uvádějí, že Chazaři splynuli s nově se formujícím ruským národem. Existuje však i názor, že většina současných Židů jsou etničtí Chazaři, což zveřejnil britský spisovatel Arthur Koestler roku 1976 v knize The Thirteenth Tribe. Toto tvrzení podpořila studie DNA, kterou vypracoval roku 2012 genetik Eran Elhaik ze školy veřejného zdravotnictví na Johns Hopkins University v americkém Baltimoru. Na genomu 1287 Židů pocházejících z osmi židovských a 74 nežidovských populačních skupin vyplynulo, že většina z nich pochází geograficky z oblasti mezi Kavkazem a Kaspickým mořem, kde se ve středověku rozkládala Chazarská říše..
Naprosto odlišné výsledky byly zveřejněny ve studii DNA, kterou vypracoval roku 1999 mezinárodní kolektiv vědců pod vedením Michaela F. Hammera na Arizonské univerzitě v Tucsonu. Výsledkem této studie bylo, že aškenázští Židé jsou příbuzní jiných semitských národů (čímž vyvrací chazarskou hypotézu). Ke stejným závěrům dospěl v roce 2003 molekulární genetik Doron M. Behar a v roce 2009 tým vědců N. M. Kopelman, L. Stone, Ch. Wang, D. Gefel, M. W. Feldman, J. Hillel a N. A. Rosenberg. Jiné současné studie dospěly ke genetické afinitě s jihoevropskými národy, např. Italy – jde o studie G. Atzmona z roku 2010 a A. Zoossmanna-Diskina z téhož roku. Značná variabilita výsledků je pravděpodobně zatížena metodou výběru z omezeného množství vzorků populace evropského židovstva, jak uvedl ve své studii právě genetik Eran Elhaik.
Studie Elhaik nedokázala testovat populace ze Severního Kavkazu, Volha-Uralu, Střední Asie a Sibiře. Nepřesně se předpokládalo, že Arméni a Gruzínci z jižního Kavkazu byli vhodnými náhradníky za Chazary. V porovnání, studie DNA z roku 2022 provedená populačními genetiky Kevin A. Brook, Leo R. Cooper, Jeffrey D. Wexler a Joshua Lipson porovnávali aškenázští Židé se skutečnými severokavkazskými a turkickými populacemi a našel alespoň tři haploskupiny, které jsou sdílené nebo úzce související: N9a3a1b1, A-a1b3a a G2a-FGC1093.